# Social CRM
Social Customer Relationship Management nebo také Social CRM, sCRM a CRM 2.0 jsou označení pro strategii CRM, která využívá technologií webu 2.0 a služeb sociálních sítí. Je silně orientovaná na zákazníka a na vybudování silných zákaznických vztahů. Podstatná změna je v získávání informací o zákaznících. V klasickém CRM je získávání spíše předmětem otázek iniciovaných podnikem, ale u sCRM přináší informace a potřeby zákazníci sami o sobě v konverzacích. Social CRM nemá nahrazovat klasický koncept, spíše rozvíjet koncept stávající o další dimenzi. Přesná definice není ustálena a výklady pojmu se mohou lišit. Nejvíce citovaná definice je od Paula Greenberga:
Social CRM je filozofie a business strategie, která je podporována technologickou platformou, business pravidly, workflow, procesy a sociálními charakteristikami, která jsou navržena k větší angažovanosti zákazníka ve spolupráci s podnikem, za účelem dosažení vzájemného prospěchu u obou stran v důvěryhodném a transparentním business prostředí. Je to reakce podniků na řízení rozhovoru zákazníkem.
Odborníci se stále rozchází v názorech, zda sCRM jen kombinuje vlastnosti webu 2.0 a sociálních sítí do systémů CRM či toto rozšíření má celkový dopad na strategii CRM samotného. Dle analytické společnosti Gartner se náklady společností na potřeby sociálního marketingu, zákaznického servisu a prodeje se v roce 2010 zvýšily o 40 %, ale na Social CRM připadá méně než 5 % z celého trhu s aplikacemi CRM. SCRM je tedy stále na začátku.

## Přínosy Social CRM
- Vytváření důvěry
- Získání pohledu zákazníků
- Diferenciace produktů a služeb
- Zvýšení tržeb
- Být námětem rozhovorů (word of mouth)
- Zlepšení zákaznické zkušenosti
- Snížení nákladů na služby[4]

## Hlavní rozdíly

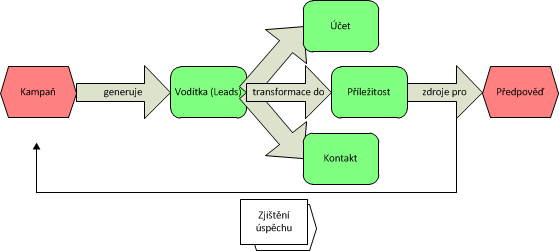
Schéma standardního CRM

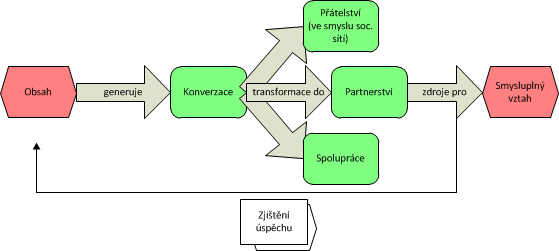
Schéma Social CRM

| Tradiční CRM                                                       | Sociální CRM                                                                       |
| ------------------------------------------------------------------ | ---------------------------------------------------------------------------------- |
| Zaměření na data                                                   | Zaměření na kontext                                                                |
| Procesní orientace                                                 | Orientace na konverzaci                                                            |
| Operační zaměření                                                  | Zaměřené na lidi (komunity)                                                        |
| PPT - Lidé, procesy a technologie (People, Process and Technology) | AAA - Automatizace, analýza a smělost (odvaha) (Automation, Analysis and Audacity) |

### Zaměření na data vs. zaměření na obsah
Klasické CRM vzniklo z potřeby podniků uchovávat informace o svých klíčových zákaznících do centrálního úložiště dat. Toto úložiště následně má hlavní přínos v dosažitelnosti zákazníka a efektivnější komunikaci. S navyšováním počtu lidí, kteří byli ve společnosti v kontaktu se zákazníkem, vznikla potřeba zaznamenávání aktivit, schůzek, potenciálních kontraktů a dalších informací. Tradiční CRM tedy vzniklo z potřeby uchovávání, sledování a hlášení kritických informací o zákazníkovi.
Social CRM vzniklo na základě jiné potřeby. Konkrétně potřeby zaujmout zákazníka, který se snaží na Internetu najít odpovědi na určité otázky a navázání přímého kontaktu se zákazníkem. Zaměření Social CRM je tedy na vytvoření vhodného obsahu, který bude relevantní k hledání potenciálního zákazníka a k upoutání jeho pozornosti.

### Procesní orientace vs. orientace na konverzaci
Koncept tradičního CRM je zaměřený hlavně na implementaci a automatizaci podnikových procesů. CRM pak zabezpečuje to, že společnosti jsou schopné například zvýšit přesnost odhadů prodejů nebo sledovat, směrovat a řešit požadavky zákazníků lidmi, kteří jsou k tomu v podniku přímo určení.
V Social CRM jsou procesy také důležité. Jeden z hlavních procesů je oslovování nových zákazníků, kteří hledají na Internetu produkt, čí odpověď na svou otázku. Znamená to hlavně to, že potenciální zákazník nalezne společnost díky obsahu, který zákazníci o společnosti vytváří a díky konverzacím ve kterých se společnost přímo účastní. Tento obsah může mít mnoho podob např. příspěvku na blogu, twitteru nebo stránky společnosti. Formalizace strategie ke zvýšení pravděpodobnosti zapojení v těchto konverzacích je jeden ze základů sCRM. Zákazník tak má možnost společnost oslovit na sociální síti a dostat se tak do přímé konverzace.

### Procesní orientace vs. orientace na lidi (komunity)
Tradiční CRM je zaměřeno hlavně na provozní efektivitu a na její dopad na podnik a na zákazníka. Social CRM je více o lidech a komunitách. Cílem je účast společnosti v aktuálních konverzacích v daném odvětví. Důsledkem je pak ovlivnění netradičních vlivných lidí, který může být například v podobě bloggera nebo nějaké stránky vystupujících na sociálních sítích v daném odvětví.

### PPT vs. AAA
Definic CRM je značné množství, ale všechny se shodují na třech esenciálních věcech – lidé, procesy a technologie. Většina definic pochází z doby před tím, než se stal web tak důležitým. Filozofie sCRM je postavena od základu na webu.
Snaha o automatizaci se od klasického CRM moc neliší. Automatizace prodeje a automatizace marketingu je stejně důležitá i u sCRM. Kruciální otázkou u sCRM zůstává automatizace přidávání a distribuce obsahu. Hlavním cílem je vytvořit infrastrukturu a kulturu na podporu zákazníků a partnerů k vytváření obsahu. Dalším prvkem je analýza dopadů komunikace společnosti. Společnost analyzuje způsob, jakým lidé zpracovávají příspěvky společnosti, jejich čtenost a zjišťují, jaké cesty jsou efektivní. Poslední složkou je odvaha – je to vnesení kreativity a originality do procesů. Tato složka znázorňuje hlavně hledání nových cest, jak upoutat zákazníka a je postavena na složkách automatizace a analýzy.